# Турнир чемпионок WTA 2011 (квалификация)
Турнир чемпионок WTA 2011 — одно из итоговых соревнований WTA.

## Критерии отбора
6 теннисисток отбирались по рейтингу WTA на конец сезона международной серии турниров из числа тех, кто смог за этот период выиграть хотя бы одно соревнование этой категории, но не принимающих участие в итоговом турнире года в Стамбуле.
Ещё две теннисистки получают специальное приглашение от организаторов (их место в рейтинге и количество выигранных турниров международной категории никак не регламентируется).
Помимо всего в турнире, как правило, не участвуют игроки, представляющие команды-финалистки Кубка Федерации, проводящегося в эти же сроки.

## Призовые и бонусы
Призовой фонд составит $ 600 000.
Помимо того, участница, которая выиграла 3 международных турнира и данный итоговый, получит бонус в размере $ 1 000 000. В 2011-м году это удалось одной теннисистке — итальянка Роберта Винчи выиграла два турнира серии на грунте и один — на траве.

## Отбор

### Победители турниров 2011 года в международной категории
| Теннисистка                | Выигранные турниры             |
| -------------------------- | ------------------------------ |
| Петра Квитова              | Брисбен Линц                   |
| Грета Арн                  | Окленд                         |
| Ярмила Гайдошова           | Хобарт                         |
| Даниэла Гантухова          | Паттайя                        |
| Магдалена Рыбарикова       | Мемфис                         |
| Лурдес Домингес Лино       | Богота                         |
| Жисела Дулко               | Акапулько                      |
| Елена Докич                | Куала-Лумпур                   |
| Анастасия Павлюченкова     | Монтеррей                      |
| Виктория Азаренко          | Марбелья Люксембург            |
| Альберта Брианти           | Фес                            |
| Роберта Винчи              | Барселона Хертогенбос Будапешт |
| Анабель Медина Гарригес    | Оэйраш Палермо                 |
| Андреа Петкович            | Страсбург                      |
| Каролина Возняцки          | Копенгаген                     |
| Сабина Лисицки             | Бирмингем Грейпвайн            |
| Полона Херцог              | Бостад                         |
| Мария Хосе Мартинес Санчес | Бад-Гаштайн Сеул               |
| Вера Звонарёва             | Баку                           |
| Надежда Петрова            | Колледж-парк                   |
| Ксения Первак              | Ташкент                        |
| Барбора Заглавова-Стрыцова | Квебек                         |
| Шанель Схеперс             | Гуанчжоу                       |
| Марион Бартоли             | Осака                          |

### Рейтинг WTA победительниц турниров
| Одиночный рейтинг WTA (31 октября 2011) | Одиночный рейтинг WTA (31 октября 2011) | Одиночный рейтинг WTA (31 октября 2011) | Одиночный рейтинг WTA (31 октября 2011) |
| №                                       | Теннисистка                             | Побед                                   |                                         |
| --------------------------------------- | --------------------------------------- | --------------------------------------- | --------------------------------------- |
| 1                                       | Каролина Возняцки                       | 1                                       |                                         |
| 2                                       | Петра Квитова                           | 2                                       |                                         |
| 3                                       | Виктория Азаренко                       | 2                                       |                                         |
| 7                                       | Вера Звонарёва                          | 1                                       |                                         |
| 9                                       | Марион Бартоли                          | 1                                       |                                         |
| 10                                      | Андреа Петкович                         | 1                                       |                                         |
| 15                                      | Анастасия Павлюченкова                  | 1                                       |                                         |
| 18                                      | Сабина Лисицки                          | 2                                       |                                         |
| 22                                      | Роберта Винчи                           | 3                                       |                                         |
| 23                                      | Даниэла Гантухова                       | 1                                       |                                         |
| 28                                      | Анабель Медина Гарригес                 | 2                                       |                                         |
| 31                                      | Надежда Петрова                         | 1                                       |                                         |
| 32                                      | Ярмила Гайдошова                        | 1                                       |                                         |
| 35                                      | Мария Хосе Мартинес Санчес              | 2                                       |                                         |
| 36                                      | Полона Херцог                           | 1                                       |                                         |
| 38                                      | Шанель Схеперс                          | 1                                       |                                         |
| 39                                      | Ксения Первак                           | 1                                       |                                         |
| 44                                      | Барбора Заглавова-Стрыцова              | 1                                       |                                         |
| 64                                      | Грета Арн                               | 1                                       |                                         |
| 66                                      | Елена Докич                             | 1                                       |                                         |
| 68                                      | Жисела Дулко                            | 1                                       |                                         |
| 71                                      | Альберта Брианти                        | 1                                       |                                         |
| 72                                      | Магдалена Рыбарикова                    | 1                                       |                                         |
| 78                                      | Лурдес Домингес Лино                    | 1                                       |                                         |

* — Золотым цветом выделены теннисистки, которые входят в ТОП-8 Чемпионской гонки, и не классифицируются для участия в данном турнире.
* — Отдельно выделены оставшиеся представители России и Чехии — как представители финалистов команд Кубка Федерации этого сезона, проводящегося в эти же сроки.
* — Андреа Петкович досрочно завершила сезон.

## Итоговый список квалифицировавшихся
| поз | Теннисистка             |
| --- | ----------------------- |
| 1   | Марион Бартоли          |
| 2   | Сабина Лисицки          |
| 3   | Роберта Винчи           |
| 4   | Даниэла Гантухова       |
| 5   | Анабель Медина Гарригес |
| 6   | Надежда Петрова         |
| WC  | Пэн Шуай                |
| WC  | Ана Иванович            |